# Dwight Schultz
William Dwight Schultz (* 24. listopadu 1947 Baltimore, Maryland) je americký herec.
Dwight Schultz se narodil v Baltimoru a vystudoval Towson University nacházející se ve městě Towson. V roce 1983 se oženil s herečkou Wendy Fultonovou, se kterou má dceru jménem Ava.
Průlomem Schultzovy herecké kariéry byl seriál A-Team (1983–1986), kde ztvárnil kapitána Murdocka. Dále hrál například s Paulem Newmanem ve filmu Tlusťoch a Chlapeček (1989). V první polovině 90. let se objevil v pěti epizodách sci-fi seriálu Star Trek: Nová generace jako poručík Reginald Barclay. Tuto roli si Schultz zopakoval i ve filmu Star Trek: První kontakt (1996) a seriálu Star Trek: Vesmírná loď Voyager (šest epizod v letech 1995–2001). Kromě toho hostoval v různých seriálech, jako jsou např. Diagnóza: Vražda, Perry Mason, Babylon 5 nebo Hvězdná brána. Je také aktivním dabérem počítačových her: Baldur's Gate II: Shadows of Amn, EverQuest II, Fallout 2, Metal Gear Solid: Portable Ops a mnoha dalších.